# Q
Q är den sjuttonde bokstaven i det moderna latinska alfabetet.

## Uttal och användning
Ord i svenskan som före stavningsreformen 1889 stavades med "qv" skrivs med "kv" idag, exempelvis qvinna, qväll, qvot, qvast, qvarn, qvart, qvarts och qvantitet. 
I engelska används endast q när det följs av ett u och skapar tillsammans oftast ljudkombinationen kw: queen, quarter, aquarium etc.
I flera språk med nyare skriftspråk markerar q ett ljud som liknar k men inte är samma.
I võru markerar bokstaven en glottal klusil (den klusila motsvarigheten till den glottala frikativan /h/, <h> på svenska; ljudet mellan stavelserna i engelska uh-oh) och i svenska jo-o eller nä-ä.

## Historia
Till det latinska alfabetet kom den från den grekiska bokstaven "qoppa", som dock tidigt föll ur bruk. Den härstammade i sin tur från den feniciska bokstaven "qoph", som ursprungligen föreställde en apa. Den betecknade ett i de semitiska språken vanligt ljud, som dock inte finns i de flesta indoeuropeiska språk. Därför kom bokstaven för detta ljud också bli "onödigt" inte bara i grekiskan, utan även i de flesta språk, som använder det latinska alfabetet. Den användes dock i latinet för att kunna skilja mellan [kv] och [ku] innan U och V blivit skilda bokstäver.

## Betydelser

### Versalt Q
- Beteckning för laddning i elektromagnetism, värme i termodynamik, godhetstal i kretsteknik och för reaktionskvot inom fysikalisk kemi.
- Inom matematiken är Q eller ℚ en beteckning för mängden av rationella tal.
- Nationalitetsbeteckning för motorfordon från Qatar.
- Inom bibliotekens klassifikationssystem SAB är Q signum för ekonomi och näringsliv, se SAB:Q.
- Namnet på en engelsk musiktidning, Q (tidning).
- Signatur för den anonyme författaren till de satiriska Q-verserna i studenttidningen Lundagård. Egentligen en förkortning för lat. quis, "vem"?
- Namnet på de som befolkar "Q-kontinuiteten" i Star Trek.
- Q (James Bond), namnet på en figur i många James Bond-filmer.
- En version av Nintendo Gamecube tillverkad av Panasonic. Denna version kan spela DVD-filmer.
- Smeknamn för dokusåpadeltagaren Qristina Ribohn.
- Den hypotetiska gemensamma källan till de synoptiska evangelierna kallas Q (från tyska Quelle). Se Q-källan.
- Kulturmärkning, Q-märkta hus (uttalas ofta "k-märkta") är kulturminnesmärkta i Sverige.

### Gement q
- Inom företagsekonomi brukar q stå för kvartal, i samband med att ekonomin normalt redovisas i kvartalsrapporter. Verksamhetsårets fyra kvartal kallas då q1, q2, q3 och q4.

## Datateknik
I datorer lagras Q samt förkomponerade bokstäver med Q som bas och vissa andra varianter av Q med följande kodpunkter:
| Unicode | Liten bokstav |                                | Unicode | Stor bokstav |                        | Används bl.a. i följande språk         |
| ------- | ------------- | ------------------------------ | ------- | ------------ | ---------------------- | -------------------------------------- |
| U+0071  | q             | LATIN SMALL LETTER Q           | U+0051  | Q            | LATIN CAPITAL LETTER Q | de flesta där latinskt alfabet används |
| U+02A0  | ʠ             | LATIN SMALL LETTER Q WITH HOOK |         |              |                        | IPA (ersatt av ʛ̥)                      |

I ASCII-baserade kodningar lagras Q med värdet 0x51 (hexadecimalt) och q med värdet 0x71 (hexadecimalt).
I EBCDIC-baserade kodningar lagras Q med värdet 0xD8 (hexadecimalt) och q med värdet 0x98 (hexadecimalt).
Övriga varianter av Q lagras med olika värden beroende på vilken kodning som används, om de alls kan representeras.